# READY GO
『READY GO』（レディ・ゴー）は、阿部真央の配信限定シングル。2020年4月8日に配信が開始された。

## 解説
前作『どうしますか、あなたなら』から約8か月ぶりのシングルであり、NHKテレビアニメ『アニ×パラ〜あなたのヒーローは誰ですか〜』第9弾「ボッチャ」テーマ曲である。なお、テーマ曲となったアニメの題材がボッチャと言うこともあり、歌詞の中にボッチャとリンクする表現を盛り込んでいると言う。
『アニ×パラ〜あなたのヒーローは誰ですか〜』の公式サイトで、関連特集としてインタビューやアニメコラボバージョンのミュージックビデオなどが公開されている。

## 収録曲
1. READY GO
作詞・作曲:阿部真央、編曲:堀江晶太